# Helius alluaudi
Helius alluaudi är en tvåvingeart som först beskrevs av Riedel 1914.  Helius alluaudi ingår i släktet Helius och familjen småharkrankar.
Artens utbredningsområde är Uganda. Inga underarter finns listade i Catalogue of Life.